# Tapinoma subtile
Tapinoma subtile este o specie de furnică din genul Tapinoma. Descrisă de  Santschi în 1911, specia este endemică în diferite țări din Africa.